# Eunoe campbellica
Eunoe campbellica är en ringmaskart som beskrevs av Averincev 1978. Eunoe campbellica ingår i släktet Eunoe och familjen Polynoidae.
Artens utbredningsområde är havet kring Nya Zeeland. Inga underarter finns listade i Catalogue of Life.